# Лоусон, Лиам
Лиам Лоусон (род. 11 февраля 2002, Хейстингс, Хокс-Бей, Новая Зеландия) — новозеландский автогонщик, ученик трёхкратного чемпиона Гран-при Новой Зеландии Кена Смита. Является членом команды Red Bull Junior Team, в сезоне ФИА Формулы-2 2022 года выступал за команду Carlin. В сезоне 2021 года также выступал в чемпионате DTM за команду Red Bull AF Corse.

## Карьера

### Картинг
Родившись в Хейстингсе, Лоусон начал заниматься картингом в семь лет, участвовал в нескольких чемпионатах Новой Зеландии по картингу, завоевав два титула в 2014 году.

### Младшие формулы
В сезоне 2015 года Лоусон дебютировал в Formula First Manfeild Winter Series за команду Sabre Motorsport, финишировав вторым в чемпионате. Спустя несколько месяцев он дебютировал в NZ Formula First за команду Sabre Motorsport, финишировав шестым в чемпионате и первым среди новичков. На следующий год Лоусон дебютировал в NZ F1600 Championship Series, выиграв 14 из 15 гонок и став самым молодым чемпионом за всю историю серии.
В сезоне 2017 года Лоусон дебютировал в австралийской Формуле-4 за команду BRM, финишировав вторым в чемпионате. На следующий сезон Лоусон продолжил участвовать в Формуле-4, дебютировав в ADAC Формула-4 за команду Van Amersfoort Racing. Выиграв три гонки и три поул-позиции, он стал вице-чемпионом.

### Toyota Racing Series
В ноябре 2018 года Лоусон подписал контракт с командой M2 Competition на сезон 2019 года. Лиам доминировал в начале сезона, выиграв три гонки. Выиграв ещё три гонки по ходу сезона, Лиам выиграл Гран-при Новой Зеландии.

### Азиатская Формула-3
В ноябре 2018 года Лоусон участвовал в финале сезона азиатской Формулы-3 за команду Pinnacle Motorsport. Он доминировал весь этап, завоевав все победы, лучшие круги, поул-позиции и финишировав в чемпионате восьмым.

### ФИА Формула-3
В марте 2019 года Лоусон подписал контракт с командой MP Motorsport, чтобы выступить в сезоне 2019 года. Он завоевал два подиума в спринтах на трассах Сильверстоун и Монца и закончил чемпионат на одиннадцатом месте.
В сезоне 2020 года Лоусон перешёл в команду Hitech Grand Prix, одержав первую победу на второй гонке в Австрии.

### DTM
В сезоне 2021 года Лоусон выступал в чемпионате DTM за команду Red Bull AF Corse, одновременно участвуя в Формуле-2.
19 июня 2021 года Лоусон выиграл первую гонку DTM на трассе Монца, став самым молодым победителем гонки в истории DTM. 4 сентября 2021 года одержал свою вторую победу в гонке DTM на трассе «Ред Булл Ринг». На следующий день одержал свою третью победу в гонке DTM на трассе «Ред Булл Ринг».
Во время финальной гонки DTM на Норисринге Лоусон стартовал первым. Он лидировал в чемпионате с отрывом в 19 очков от Кельвина ван дер Линде и в 22 очка от Максимилиана Гётца. На первом круге машина Лоусона получила серьёзные повреждения из-за столкновения с Кельвином ван дер Линде и Лиам сошёл. В конце гонки Mercedes применили командную тактику, Лукас Ауэр и Филипп Эллис пропустили Гётца вперёд, таким образом, Гётц стал чемпионом DTM в сезоне 2021 года. Лоусон был очень разочарован вторым местом в чемпионате и назвал ван дер Линде «самым грязным гонщиком из всех, с кем приходилось соперничать».

### ФИА Формула-2
Лоусон выступал в Формуле-2 в сезоне 2021 года за команду «Hitech Grand Prix». Он финишировал первым в первой гонке сезона в Бахрейне. Финишировал первым во втором спринте в Монако на подсыхающей трассе, совершив ряд обгонов, однако после гонки был дисквалифицирован по причине нарушения технического регламента. За сезон заработал три подиума, одну поул позицию на этапе в Баку, и в итоге финишировал в чемпионате девятым.
В сезоне 2022 года перешёл в команду Carlin. За сезон одержал победы в четырёх спринтах, заработал десять подиумов и занял третье место в чемпионате.

### Супер-Формула
В декабре 2022 года было объявлено, что Лоусон проведёт сезон 2023 года в японской Супер-Формуле, где будет выступать за команду Mugen.

### Формула-1
В феврале 2019 года присоединился к Red Bull Junior Team.
В июне 2022 года Лоусон заменил Юри Випса в должности резервного гонщика Red Bull Racing после его увольнения из Red Bull Junior Team в связи с расистскими высказываниями. В сезоне 2022 года принял участие в первых свободных заездах на Гран-при Бельгии, Мехико в составе AlphaTauri, а на Гран-при Абу-Даби и в «молодёжных» тестах позже — за Red Bull Racing.
В сезоне 2023 года дебютировал в качестве боевого пилота команды AlphaTauri начиная с этапа в Нидерландах, заменив сломавшего руку Даниэля Риккардо. В первой гонке превзошёл своего напарника по команде Юки Цуноду, а уже в третьей гонке в Сингапуре сумел набрать первые очки.
26 сентября 2024 года заменил Даниэля Риккардо в роли боевого пилота VCARB.
19 декабря 2024 года заменил Серхио (Чеко) Переса в команде Red Bull Racing.
27 марта 2025 года покинул Red Bull Racing, где его место, начиная с Гран-при Японии, занял Юки Цунода. В тот же день было объявлено, что Лиам продолжит выступления за Racing Bulls.

## Результаты выступлений

### Общая статистика
| Сезон   | Серия                                | Команда                            | Гонки            | Победы           | Поулы            | Л/Круги          | Подиумы          | Очки             | Место            |
| ------- | ------------------------------------ | ---------------------------------- | ---------------- | ---------------- | ---------------- | ---------------- | ---------------- | ---------------- | ---------------- |
| 2015    | Formula First Manfeild Winter Series | Sabre Motorsport                   | 12               | 1                | 1                | 1                | 10               | 631              | 2                |
| 2015—16 | New Zealand Formula First            | Sabre Motorsport                   | 24               | 1                | 0                | 1                | 3                | 1028             | 6                |
| 2016—17 | NZ F1600 Championship Series         | Liam Lawson Motorsport             | 15               | 14               | 5                | 12               | 15               | 605              | 1                |
| 2017    | Австралийская Формула-4              | Team BRM                           | 21               | 5                | 1                | 1                | 12               | 300              | 2                |
| 2017    | Victorian Formula Vee                | JRD                                | 3                | 0                | 0                | 0                | 1                | 60               | 15               |
| 2018    | ADAC Формула-4                       | Van Amersfoort Racing              | 20               | 3                | 3                | 0                | 9                | 234              | 2                |
| 2018    | Азиатская чемпионат Формулы-3        | Pinnacle Motorsport                | 3                | 3                | 2                | 3                | 3                | 75               | 8                |
| 2019    | ФИА Формула-3                        | MP Motorsport                      | 16               | 0                | 0                | 0                | 2                | 41               | 11               |
| 2019    | Гран-при Макао                       | MP Motorsport                      | 1                | 0                | 0                | 0                | 0                | Н/Д              | 7                |
| 2019    | Открытый чемпионат Евроформулы       | Motopark                           | 14               | 4                | 2                | 1                | 7                | 179              | 2                |
| 2019    | Toyota Racing Series                 | M2 Competition                     | 15               | 5                | 4                | 5                | 11               | 356              | 1                |
| 2020    | ФИА Формула-3                        | Hitech Grand Prix                  | 18               | 3                | 1                | 1                | 6                | 143              | 5                |
| 2020    | Toyota Racing Series                 | M2 Competition                     | 15               | 5                | 4                | 7                | 10               | 356              | 2                |
| 2021    | Формула-2                            | Hitech Grand Prix                  | 23               | 1                | 1                | 2                | 3                | 103              | 9                |
| 2021    | DTM                                  | Red Bull AF Corse                  | 16               | 3                | 4                | 1                | 10               | 227              | 2                |
| 2022    | Формула-2                            | Carlin                             | 28               | 4                | 0                | 3                | 10               | 149              | 3                |
| 2022    | Формула-1                            | Scuderia AlphaTauri                | Резервный гонщик | Резервный гонщик | Резервный гонщик | Резервный гонщик | Резервный гонщик | Резервный гонщик | Резервный гонщик |
| 2022    | Формула-1                            | Oracle Red Bull Racing             | Резервный гонщик | Резервный гонщик | Резервный гонщик | Резервный гонщик | Резервный гонщик | Резервный гонщик | Резервный гонщик |
| 2023    | Супер-Формула                        | Team Mugen                         | 9                | 3                | 1                | 2                | 4                | 106,5            | 2                |
| 2023    | Формула-1                            | Scuderia AlphaTauri                | 5                | 0                | 0                | 0                | 0                | 2                | 20               |
| 2023    | Формула-1                            | Oracle Red Bull Racing             | Резервный гонщик | Резервный гонщик | Резервный гонщик | Резервный гонщик | Резервный гонщик | Резервный гонщик | Резервный гонщик |
| 2024    | Формула-1                            | Visa Cash App RB F1 Team           | 6                | 0                | 0                | 0                | 0                | 4                | 21               |
| 2024    | Формула-1                            | Oracle Red Bull Racing             | Резервный гонщик | Резервный гонщик | Резервный гонщик | Резервный гонщик | Резервный гонщик | Резервный гонщик | Резервный гонщик |
| 2025    | Формула-1                            | Oracle Red Bull Racing             | 2                | 0                | 0                | 0                | 0                | 0                | 16*              |
| 2025    | Формула-1                            | Visa Cash App Racing Bulls F1 Team | 10               | 0                | 0                | 0                | 0                | 12               | 16*              |

* Сезон продолжается.

### Формула-3
| Сезон | Команда           | 1         | 2        | 3         | 4           | 5          | 6          | 7       | 8        | 9        | 10       | 11       | 12       | 13      | 14      | 15       | 16      | 17       | 18      | Место | Очки |
| ----- | ----------------- | --------- | -------- | --------- | ----------- | ---------- | ---------- | ------- | -------- | -------- | -------- | -------- | -------- | ------- | ------- | -------- | ------- | -------- | ------- | ----- | ---- |
| 2019  | MP Motorsport     | КАТ 1 НКЛ | КАТ 2 17 | ЛЕК 1 9   | ЛЕК 2 5     | РБР 1 14   | РБР 2 25   | СИЛ 1 8 | СИЛ 2 3  | ХУН 1 16 | ХУН 2 9  | СПА 1 12 | СПА 2 19 | МНЦ 1 7 | МНЦ 2   | СОЧ 1 18 | СОЧ 2 8 |          |         | 11    | 41   |
| 2020  | Hitech Grand Prix | РБР1 1 6  | РБР1 2 1 | РБР2 1 8‡ | РБР2 2 Сход | ХУН 1 Сход | ХУН 2 Сход | СИЛ1 1  | СИЛ1 2 4 | СИЛ2 1 3 | СИЛ2 2 5 | КАТ 1 2  | КАТ 1 7  | СПА 1 9 | СПА 2 3 | МНЦ 1 6  | МНЦ 2 7 | МУД 1 10 | МУД 2 1 | 5     | 143  |

‡ Награждён половинчатыми очками, так как было пройдено менее 75 % полной гоночной дистанции

### Формула-2
| Сезон | Команда           | 1          | 2             | 3         | 4            | 5            | 6            | 7             | 8          | 9         | 10           | 11          | 12          | 13         | 14         | 15           | 16            | 17         | 18        | 19         | 20            | 21         | 22         | 23         | 24           | 25        | 26         | 27        | 28        | Место | Очки |
| ----- | ----------------- | ---------- | ------------- | --------- | ------------ | ------------ | ------------ | ------------- | ---------- | --------- | ------------ | ----------- | ----------- | ---------- | ---------- | ------------ | ------------- | ---------- | --------- | ---------- | ------------- | ---------- | ---------- | ---------- | ------------ | --------- | ---------- | --------- | --------- | ----- | ---- |
| 2021  | Hitech Grand Prix | БАХ СПР1 1 | БАХ СПР2 Сход | БАХ ГОН 3 | МОН СПР1 9   | МОН СПР2 ДСК | МОН ГОН 7    | БАК СПР1 Сход | БАК СПР2 7 | БАК ГОН 6 | СИЛ1 СПР1 7  | СИЛ1 СПР2 5 | СИЛ1 ГОН 11 | МНЦ СПР1 5 | МНЦ СПР2 4 | МНЦ ГОН Сход | СОЧ СПР1 Сход | СОЧ СПР2 О | СОЧ ГОН 7 | ДЖИ СПР1 2 | ДЖИ СПР2 Сход | ДЖИ ГОН 9‡ | ЯСМ СПР1 5 | ЯСМ СПР2 6 | ЯСМ ГОН Сход |           |            |           |           | 9     | 103  |
| 2022  | Carlin            | БАХ СПР 3  | БАХ ГОН 2     | ДЖИ СПР 1 | ДЖИ ГОН Сход | ИМО СПР 8    | ИМО ГОН Сход | БАР СПР 9     | БАР ГОН 9  | МОН СПР 8 | МОН ГОН Сход | МОН СПР 3   | МОН ГОН 15  | СИЛ СПР 20 | СИЛ ГОН 3  | РБР СПР Сход | РБР ГОН 10    | ПОЛ СПР 1  | ПОЛ ГОН 6 | ХУН СПР 6  | ХУН ГОН 7     | СПА СПР 1  | СПА ГОН 3  | ЗАН СПР 4  | ЗАН ГОН 12   | МНЦ СПР 5 | МНЦ ГОН 13 | ЯСМ СПР 1 | ЯСМ ГОН 3 | 3     | 149  |

‡ Награждён половинчатыми очками, так как было пройдено менее 75 % полной гоночной дистанции

### Формула-1
| Легенда к таблице |                                                                    |
| --- | ------------------------------------------------------------------ |
| В таблице перечислены результаты всех Гран-при Формулы-1, в которых принимал участие гонщик. Строками таблицы являются сезоны, столбцами — этапы чемпионата мира. В каждой клетке указаны сокращённое название этапа и результат, дополнительно обозначенный цветом. Расшифровка обозначений и цветов представлена в нижеследующей таблице. |                                                                    |
| \| Пример \| Описание \| \| ------------ \| ------------------------------------------------------------------ \| \| 1 \| Победитель \| \| 2 \| Второе место \| \| 3 \| Третье место \| \| 5 \| Финишировал, заработав очки \| \| Сход \| Не финишировал, но при этом заработал очки \| \| 12 \| Финишировал, не получив очков \| \| НКЛ \| Финишировал, но не попал в финальную классификацию \| \| 15 \| Участвовал вне зачёта, либо по отдельной классификации \| \| 18 \| Не финишировал, но попал в финальную классификацию \| \| Сход \| Не финишировал \| \| НКВ \| Не прошёл квалификацию \| \| НПКВ \| Не прошёл предквалификацию \| \| ДСК \| Дисквалифицирован \| \| ИСК \| Исключён из протокола соревнований \| \| ТТ \| Заявлен для участия только в тренировках \| \| НС \| Участвовал в квалификации, но не стартовал в гонке \| \| Т \| Травмирован или болен \| \| ОТК \| Отказ от участия \| \| НТР \| Прибыл на соревнования, но на трассу не выезжал \| \| НПР \| Был заявлен в числе участников, но не прибыл к началу соревнований \| \| О \| Соревнования отменены \| \| \| Не участвовал \| \| Поул-позиция \| \| \| Быстрый круг \| \| |                                                                    |
| Пример | Описание                                                           |
| 1 | Победитель                                                         |
| 2 | Второе место                                                       |
| 3 | Третье место                                                       |
| 5 | Финишировал, заработав очки                                        |
| Сход | Не финишировал, но при этом заработал очки                         |
| 12 | Финишировал, не получив очков                                      |
| НКЛ | Финишировал, но не попал в финальную классификацию                 |
| 15 | Участвовал вне зачёта, либо по отдельной классификации             |
| 18 | Не финишировал, но попал в финальную классификацию                 |
| Сход | Не финишировал                                                     |
| НКВ | Не прошёл квалификацию                                             |
| НПКВ | Не прошёл предквалификацию                                         |
| ДСК | Дисквалифицирован                                                  |
| ИСК | Исключён из протокола соревнований                                 |
| ТТ | Заявлен для участия только в тренировках                           |
| НС | Участвовал в квалификации, но не стартовал в гонке                 |
| Т | Травмирован или болен                                              |
| ОТК | Отказ от участия                                                   |
| НТР | Прибыл на соревнования, но на трассу не выезжал                    |
| НПР | Был заявлен в числе участников, но не прибыл к началу соревнований |
| О | Соревнования отменены                                              |
| | Не участвовал                                                      |
| Поул-позиция |                                                                    |
| Быстрый круг |                                                                    |

| Сезон | Команда                            | Шасси                 | Двигатель                    | Ш | 1        | 2      | 3      | 4      | 5      | 6        | 7      | 8     | 9      | 10       | 11    | 12       | 13     | 14       | 15    | 16     | 17     | 18  | 19    | 20       | 21    | 22       | 23     | 24     | Место | Очки |
| ----- | ---------------------------------- | --------------------- | ---------------------------- | - | -------- | ------ | ------ | ------ | ------ | -------- | ------ | ----- | ------ | -------- | ----- | -------- | ------ | -------- | ----- | ------ | ------ | --- | ----- | -------- | ----- | -------- | ------ | ------ | ----- | ---- |
| 2022  | Scuderia AlphaTauri                | AlphaTauri AT03       | Red Bull RBPTH001 1,6 V6 Т   | P | БАХ      | САУ    | АВС    | ЭМИ    | МАЙ    | ИСП      | МОН    | АЗЕ   | КАН    | ВЕЛ      | АВТ   | ФРА      | ВЕН    | БЕЛ тест | НИД   | ИТА    | СИН    | ЯПО | США   | МЕХ тест | САП   |          |        |        | —     | —    |
| 2022  | Oracle Red Bull Racing             | Red Bull Racing RB18  | Red Bull RBPTH001 1,6 V6 Т   | P |          |        |        |        |        |          |        |       |        |          |       |          |        |          |       |        |        |     |       |          |       | АБУ тест |        |        | —     | —    |
| 2023  | Scuderia AlphaTauri                | AlphaTauri AT04       | Honda RBPT RBPTH001 1,6 V6 Т | P | БАХ      | САУ    | АВС    | АЗЕ    | МАЙ    | МОН      | ИСП    | КАН   | АВТ    | ВЕЛ      | ВЕН   | БЕЛ      | НИД 13 | ИТА 11   | СИН 9 | ЯПО 11 | КАТ 17 | США | МЕХ   | САП      | ЛАС   | АБУ      |        |        | 20    | 2    |
| 2024  | Visa Cash App RB F1 Team           | RB VCARB 01           | Honda RBPT RBPTH002 1,6 V6 Т | P | БАХ      | САУ    | АВС    | ЯПО    | КИТ    | МАЙ      | ЭМИ    | МОН   | КАН    | ИСП      | АВТ   | ВЕЛ      | ВЕН    | БЕЛ      | НИД   | ИТА    | АЗЕ    | СИН | США 9 | МЕХ 16   | САП 9 | ЛАС 16   | КАТ 14 | АБУ 17 | 21    | 4    |
| 2025  | Oracle Red Bull Racing             | Red Bull Racing RB21  | Honda RBPT RBPTH003 1,6 V6 Т | P | АВС Сход | КИТ 12 |        |        |        |          |        |       |        |          |       |          |        |          |       |        |        |     |       |          |       |          |        |        | 16*   | 12*  |
| 2025  | Visa Cash App Racing Bulls F1 Team | Racing Bulls VCARB 02 | Honda RBPT RBPTH003 1,6 V6 Т | P |          |        | ЯПО 17 | БАХ 16 | САУ 12 | МАЙ Сход | ЭМИ 14 | МОН 8 | ИСП 11 | КАН Сход | АВТ 6 | ВЕЛ Сход | БЕЛ    | ВЕН      | НИД   | ИТА    | АЗЕ    | СИН | США   | МЕХ      | САП   | ЛАС      | КАТ    | АБУ    | 16*   | 12*  |

* Сезон продолжается.